# Balzsamolaj
A balzsamolaj vagy balzsamtermék a gyanta és párolgó olaj keveréke; a különféle balzsamfák járataiban képződő növényi nedv. 
A balzsamok különösen a nyálkahártyákra hatnak, ezeknek hurutjait befolyásolják; bedörzsölés útján csúzos fájdalmak gyógyítására is használják.

## Etimológia
Eredete: balzsam < ómagyar: balzsam, balzam < görög: balsamon (balzsam) < arab: balszan, baleszan (balzsamtermő cserje neve) < héber: baal-szemin (legjobb olaj).

## Fajtái

### Perubalzsam
Az amerikai Myroxylon pereirae nevű fa kérgéből nyerik a perubalzsamot (balsamum peruvianum). Gyógyszerként ható anyagai a fahéjsavas és benzoesavas benzilészter, azaz benzolszármazékok. Fahéjsav, vanilin, szegfűszegolaj és egyéb gyantás, illóolajos, aromás alkatrészei adják a kellemes, fűszeres illatot, amely a balzsamokra általában jellemző. Külsőleg tetvesség, rühösség és gombás fertőzések ellen, fagykenőcsnek, sebgyógyításra (pl. az egykori Mikulicz-féle kenőcsben), hajszesz alkatrészeként, belsőleg emulzióban étvágyjavítónak, pirulákban és belélegzőszerként légcső- és hörghurut, továbbá asztma esetén alkalmazták. Csípős, keserű ízű. A régen igen népszerű Hoffman-féle életbalzsam (elixír) egyik összetevője a perubalzsam volt. Iparilag is felhasználják az illatszer- és csokoládégyártásban, a vanília pótszereként.

### Tolubalzsam
A tolubalzsam (latinul: balsamum tolutanum) a Venezuelában és Kolumbiában honos Myroxylon toluífera nevű fa kérgéből bemetszéssel nyert, kellemes illatú termék. Neve Tolu kolumbiai kikötővárostól ered. Illatszergyártáshoz és füstölőszernek is használják.

### Kanadabalzsam
A kanadabalzsam a balzsamfenyő (Abies balsamea) nedve. Fő alkalmazása a mikrotechnikában, biológiában, ásvány- és kőzettanban használt metszetek (vékonycsiszolatok) lefedése, illetve ragasztása.

## Balzsam, mint többértelmű kifejezés
- Illatos növényi olaj: némely forró égövi fának illatos olajat tartalmazó gyantás nedve, amelyet a gyógyszer- és illatszeriparban többféleképpen felhasználnak kellemetlenségeket enyhítő és illatos szerekben.
- Illatos orvosság; növényi olaj tartalmú gyógykrém.
- Átvitt értelemben: vigasz. Fájó lélekre, lelki sebre, baj, veszteség okozta szomorúságra nyújtott, érzelmi szenvedést enyhítő hatás, közlés, törődés.
- Átvitt értelemben: üdítő illat. A levegőnek a növényektől (főleg a fenyőtől), illetve általában a környezettől kapott kellemes illata.
- Kifejezésként: „balzsamot önt a sebre”: kárpótlást, vigaszt, enyhülést nyújt neki.